# Gordana Siljanovska-Davkova
Gordana Siljanovska-Davkova (Ohrid, 11. svibnja 1953.), sjevernomakedonska je političarka koja od 12. svibnja 2024. obnaša dužnost Predsjednice Republike Sjeverne Makedonije. Prva je žena na čelu države u povijesti te države.     

## Biografija
Postala je docentica političkih znanosti na Pravnom fakultetu u Skoplju 1989., a izvanredna profesorica ustavnog prava i političkih znanosti 1994. Redovita profesorica postala je 2004., a od tada predaje kolegije ustavnog prava, političkih znanosti te suvremenih političkih sustava i lokalne samouprave. Bila je članica Ustavne komisije Sobranja Republike Makedonije (1990. – 1992.) i ministrica bez portfelja u prvom kabinetu Branka Crvenkovskog (1992. – 1994.). Također je bila stručnjakinja UN-a i potpredsjednica Neovisne skupine lokalne samouprave Vijeća Europe. Bila je članica Venecijanske komisije (2008. – 2016.). U sklopu Venecijanske komisije bila je članica potkomisije za demokratske institucije, pravosuđe, Latinsku Ameriku i Vijeće za ustavno pravosuđe. Autorica je oko 200 znanstvenih radova o ustavnom pravu i političkom sustavu.
Od 2017. do 2018. kao javna osoba protivila se donošenju zakona o proširenju albanskog jezika.
Na konferenciji VMRO-DPMNE u Strugi nominirana je za kandidatkinju te stranke na predsjedničkim izborima 2019. Nakon nominacije obećala je da će, ako pobijedi, pokrenuti drugi referendum i vratiti staro ime državi i poništiti Prespanski sporazum kojim je ime Makedonija zamjenjeno u Sjeverna Makedonija.
Siljanovska se ponovno kandidirala za predsjednicu na izborima 2024. Taj je put s velikom razlikom pobijedila dotadašnjeg predsjednika Pendarovskog i postala prva žena koja je izabrana za predsjednicu Sjeverne Makedonije.